# روبرتو مائوری
روبرتو مائوری (ایتالیایی: Roberto Mauri؛ ‏ ۱۹۲۴ – ۱۲ نوامبر ۲۰۰۷) بازیگر، کارگردان و فیلم‌نامه‌نویس اهل کشور ایتالیا بود. از فیلم‌های او می‌توان به یک گاو نر شهوتی، قاتلان پورنو و برادران شکست‌ناپذیر ماچیسته اشاره کرد.